# Tournon-Saint-Pierre
Tournon-Saint-Pierre é uma comuna francesa na região administrativa do Centro, no departamento Indre-et-Loire. Estende-se por uma área de 14,83 km². Em 2010 a comuna tinha 470 habitantes (densidade: 31,7 hab./km²).